# Толедо (футбольный клуб)
«Толедо» (исп. CD Toledo) — испанский футбольный клуб из одноимённого города, в одноимённой провинции в автономном сообществе Кастилия — Ла-Манча. Клуб основан в 1939 году, домашние матчи проводит на стадионе «Сальто дел Кабалло», вмещающем 5 500 зрителей. Лучшие годы клуба пришлись на конец 20-го века, когда на протяжении семи лет подряд «Толедо» выступал в Сегунде. Ни до, ни после этого команде не удавалось подняться выше Сегунды B. Лучшего результата в Сегунде команда добилась в своем дебютном сезоне 1993/94, который закончила на 4 месте, и пробилась в плей-офф за выход в Примеру, где уступила Вальядолиду. Лучшим достижением в Кубке Испании является выход в 1/8 финала в сезоне 1994/95.

## Сезоны по дивизионам
- Сегунда — 7 сезонов
- Сегунда B — 14 сезонов
- Терсера — 42 сезона
- Региональные лиги — 29 сезонов

## Достижения
- Терсера
  - Победитель (7): 1949/50, 1988/89, 1991/92, 2007/08, 2008/09, 2010/11, 2012/13